# Joseph Cassar Naudi
Joseph M. Cassar Naudi (Msida, 1925. április 8. – 2015. február 17.) máltai nemzetközi labdarúgó-játékvezető. 1994–1995 között Msida város polgármestereként tevékenykedett.

## Pályafutása

#### Nemzeti kupamérkőzések
Vezetett Kupa-döntők száma:  2.

##### Máltai Kupa
Az MFRA JB elismerve szakmai felkészültségét, kettő alkalommal is felkérte a döntő találkozó koordinálására.
| Időpont | Mérkőzés típusa                         | Mérkőzés                | Eredmény                          |       |
| ------- | --------------------------------------- | ----------------------- | --------------------------------- | ----- |
| 1952.   | Sliema                                  | döntő első mérkőzés     | Sliema Wanderers FC–Hibernians FC | 3 : 3 |
| 1953.   | Ix-Xagħra tal-Furjana Stadion, Floriana | döntő                   | Floriana FC–Sliema Wanderers FC   | 1 : 0 |
| 1955.   | Ix-Xagħra tal-Furjana Stadion, Floriana | döntő                   | Floriana FC–Sliema Wanderers FC   | 1 : 0 |
| 1965.   | Sliema                                  | döntő                   | Sliema Wanderers FC–Floriana FC   | 4 : 2 |
| 1973.   | Marcel Saupin Stadion, Gżira            | döntő harmadik mérkőzés | Gzira United–Birkirkara FC        | 2: 0  |

### Nemzetközi játékvezetés
A Máltai labdarúgó-szövetség (MFRA) Játékvezető Bizottsága (JB) 1962-ben terjesztette fel nemzetközi játékvezetőnek, a Nemzetközi Labdarúgó-szövetség (FIFA) bíróinak keretébe. Több nemzetek közötti válogatott és klubmérkőzést vezetett.  A máltai nemzetközi játékvezetők rangsorában, a világbajnokság-Európa-bajnokság sorrendjében többedmagával az 5. helyet foglalja el 2 találkozó szolgálatával. Az aktív nemzetközi játékvezetéstől 1973-ban búcsúzott.

## Sportvezetőként
1953. januárban a Máltai Asztalitenisz Szövetség (MTTA) egyik alapító tagja, majd első elnöke. Az aktív nemzetközi játékvezetés befejezése után a Máltai Labdarúgó-szövetség Játékvezető Bizottságának (JB) elnöke.

## Sikerei, díjai
1971-ben a nemzetközi és nemzeti sportpályafutásának elismeréseként a Máltai Nemzeti Érdemrenddel tüntették ki.

## Statisztika

### Nemzetközi válogatott mérkőzései
| #  | Dátum              | Helyszín                         | Hazai         | Eredmény | Vendég   | Kiírás        | Gólok | Esemény |
| -- | ------------------ | -------------------------------- | ------------- | -------- | -------- | ------------- | ----- | ------- |
| 1. | 1963. október 30.  | Tirana, Qemal Stafa Stadion      | Albánia       | 1 – 0    | Dánia    | NEK-selejtező | -     |         |
| 2. | 1971. november 24. | Granada, Estadio de Los Cármenes | Spanyolország | 7 – 0    | Ciprus   | Eb-selejtező  | -     |         |
|    | Összesen           |                                  |               | 2        | mérkőzés |               |       |         |